# Teleacapan
Teleacapan är en ort i Mexiko.   Den ligger i kommunen San Sebastián del Oeste och delstaten Jalisco, i den centrala delen av landet, 600 km väster om huvudstaden Mexico City. Teleacapan ligger 149 meter över havet och antalet invånare är 102.
Terrängen runt Teleacapan är kuperad västerut, men österut är den bergig. Teleacapan ligger nere i en dal. Runt Teleacapan är det mycket glesbefolkat, med 5 invånare per kvadratkilometer. Närmaste större samhälle är Santiago de Pinos, 19,5 km sydost om Teleacapan. I omgivningarna runt Teleacapan växer i huvudsak lövfällande lövskog.